# 대한민국 체신부
체신부(遞信部)는 우편, 우편 환금, 우편 저금, 전기 통신, 국민 생명 보험, 우편 연금, 우편물 출항세에 관한 사무를 관장하는 대한민국의 옛 중앙행정기관이다. 1948년 7월 17일 정부 수립과 함께 발족하였으며 1994년 12월 22일 정보통신부로 개편되면서 폐지되었다.

## 설치 근거 및 소관 업무
- 정부조직법 [법률 제1호, 1948.07.17 제정] 제14조 및 제25조[1]
- 체신부직제 [대통령령 제27호, 1948.11.04 제정] 제1조[2]

## 연혁
- 1948년 7월 17일 - 체신부를 신설.
- 1981년 2월 18일 - 통신 부문의 독립 법안(한국전기통신공사 분립)이 의결되었다.[3]
- 1981년 말 - 세종로 국제통신종합센터를 완공. 그 해 12월 한국전기통신공사의 사옥이 된다.
- 1994년 12월 22일 - 체신부를 폐지하고 정보통신부를 신설.

## 조직
| - 감사관 ( 1975.06 ~ 1994.12 ) - 감사담당관 ( 1971.11 ~ 1975.06 ) - 강릉전파감리국 ( 1980.08 ~ 1981.11 ) - 강릉전파감시국 ( 1964.10 ~ 1980.08 ) - 강원체신청 ( 1979.09 ~ 1994.12 ) - 건축사무소 ( 1975.06 ~ 1980.08 ) - 경기체신청 ( 1979.09 ~ 1981.12 ) - 경리국 ( 1948.11 ~ 1983.12 ) - 경북체신청 ( 1979.09 ~ 1994.12 ) - 계획국 ( 1976.08 ~ 1981.11 ) - 공보관 ( 1973.03 ~ 1994.12 ) - 공보담당관 ( 1970.02 ~ 1973.03 ) - 광주전파감리국 ( 1980.08 ~ 1981.11 ) - 광주전파감시국 ( 1949.11 ~ 1980.08 ) - 광주체신청 ( 1949.11 ~ 1979.09 ) - 기획관리실 ( 1963.12 ~ 1994.12 ) | - 대구체신청 ( 1970.11 ~ 1979.09 ) - 대전체신청 ( 1949.11 ~ 1979.09 ) - 보급정비창 ( 1975.06 ~ 1980.08 ) - 부산전파감리국 ( 1980.08 ~ 1981.11 ) - 부산전파감시국 ( 1949.11 ~ 1980.08 ) - 부산체신청 ( 1949.11 ~ 1994.12 ) - 비상계획관 ( 1972.06 ~ 1994.12 ) - 비상계획담당관 ( 1970.02 ~ 1972.06 ) - 서울보험관리국 ( 1949.11 ~ 1961.10 ) - 서울저금관리국 ( 1949.11 ~ 1961.10 ) - 서울저금보험관리국 ( 1961.10 ~ 1977.07 - 서울전파감리국 ( 1980.08 ~ 1981.11 ) - 서울전파감시국 ( 1949.11 ~ 1976.02 ) - 서울체신청 ( 1949.11 ~ 1994.12 ) - 서울초단파전신전화건설국 ( 1963.06 ~ 1976.12 ) - 수원체신청 ( 1972.06 ~ 1979.09 ) | - 우정국 ( 1948.11 ~ 1994.12 ) - 우정연구소 ( 1968.12 ~ 1994.06 ) - 원주체신청 ( 1972.06 ~ 1979.09 ) - 장거리전신전화관리청 ( 1973.03 ~ 1980.08 ) - 장거리통신청 ( 1980.08 ~ 1981.12 ) - 전기통신시험검사소 ( 1980.08 ~ 1981.12 ) - 전기통신연구소 ( 1966.02 ~ 1980.08 ) - 전남체신청 ( 1979.09 ~ 1994.12 ) - 전무국 ( 1948.11 ~ 1975.06 ) - 전무국 ( 1976.08 ~ 1981.11 ) - 전무기획국 ( 1975.06 ~ 1976.08 ) - 전무사업국 ( 1975.06 ~ 1976.08 ) - 전북체신청 ( 1979.09 ~ 1994.12 ) - 전주체신청 ( 1971.04 ~ 1979.09 ) - 전파감리국 ( 1982.01 ~ 1982.12 ) - 전파관리국 ( 1981.11 ~ 1994.12 ) | - 전파관리국 ( 1961.10 ~ 1981.11 ) - 전파국 ( 1948.11 ~ 1950.05 ) - 전파연구소 ( 1982.01 ~ 1994.12 ) - 전파탑관리사무소 ( 1976.02 ~ 1980.08 ) - 전파통제국 ( 1982.01 ~ 1983.12 ) - 정보통신국 ( 1990.12 ~ 1994.05 - 정보통신정책실 ( 1994.05 ~ 1994.12 ) - 정보통신진흥국 ( 1994.05 ~ 1994.12 ) - 정보통신협력관 ( 1994.05 ~ 1994.12 ) - 제주우체국 ( 1983.01 ~ 1990.12 ) - 제주체신청 ( 1990.12 ~ 1994.12 ) - 중부체신청 ( 1968.11 ~ 1972.06 ) - 중앙보급사무소 ( 1967.06 ~ 1975.06 ) - 중앙전기시험소 ( 1949.03 ~ 1961.10 ) - 중앙전기통신시험소 ( 1961.10 ~ 1966.02 ) - 중앙전파감시소 ( 1983.12 ~ 1986.05 ) | - 중앙전파관리소 ( 1986.05 ~ 1994.12 ) - 중앙통신지원국 ( 1979.09 ~ 1983.12 ) - 체신공무원교육원 ( 1964.10 ~ 1994.12 ) - 체신공무원훈련소 ( 1962.01 ~ 1964.10 ) - 체신금융국 ( 1983.12 ~ 1994.12 ) - 체신부전산관리소 ( 1987.12 ~ 1994.12 ) - 체신부전자계산소 ( 1975.06 ~ 1981.11 ) - 체신부조달사무소 ( 1983.12 ~ 1994.12 ) - 체신부환금관리사무소 ( 1977.07 ~ 1987.12 ) - 총무과 ( 1950.03 ~ 1994.12 ) - 충청체신청 ( 1979.09 ~ 1994.12 ) - 통신시설사무소 ( 1980.08 ~ 1981.12 ) - 통신위성계획관 ( 1990.12 ~ 1991.11 ) - 통신위원회 ( 1993.03 ~ 1996.12 ) - 통신정책국 ( 1981.11 ~ 1991.11 ) - 통신정책실 ( 1991.11 ~ 1994.05 ) - 환금관리사무소 ( 1977.07 ~ 1983.12 ) |

## 역대 장·차관

### 체신부 장관
| 정부        | 대수           | 이름                                | 임기                                | 출신지                     | 출신학교                                                                          | 비고 |
| ----------- | -------------- | ----------------------------------- | ----------------------------------- | -------------------------- | --------------------------------------------------------------------------------- | --- |
| 제 1 공화국 | 초대           | 윤석구(尹錫龜)                      | 1948년 8월 4일 ~ 1949년 6월 13일    | 충남 서천                  |                                                                                   | 제헌 국회의원 |
| 제 1 공화국 | 2대            | 장기영(張基永)                      | 1949년 6월 14일 ~ 1952년 1월 11일   | 강원 영월                  | 일본 주오대 미국 버클리대                                                         | 서울특별시장&제헌 국회의원&신민당 지도위원&민중당 총재                                                             |
| 제 1 공화국 | 3대            | 이순용(李淳鎔)                      | 1952년 1월 12일 ~ 1952년 3월 20일   | 한성 (현 서울)             |                                                                                   | 내무부 장관 |
| 제 1 공화국 | 4대            | 조주영(趙柱泳)                      | 1952년 3월 27일 ~ 1952년 10월 8일   | 경남 남해                  | 일본 메이지대                                                                     | 제2대 국회의원 |
| 제 1 공화국 | 5대            | 강인택(姜仁澤)                      | 1952년 10월 9일 ~ 1954년 6월 29일   |                            |                                                                                   | 무임소 장관&감찰위원회 위원장                                                                                      |
| 제 1 공화국 | 6대            | 이광(李光)                          | 1954년 6월 30일 ~ 1955년 9월 15일   | 충북 청주                  | 일본 와세다대                                                                     | 충청북도지사&감찰위원회 위원장                                                                                     |
| 제 1 공화국 | 7대            | 이응준(李應俊)                      | 1955년 9월 16일 ~ 1958년 9월 8일    | 평남 안주                  | 일본 육사                                                                         | 육군참모차장&육군참모총장&국정자문위원&한국반공연맹 이사장                                                         |
| 제 1 공화국 | 8대            | 곽의영(郭意榮)                      | 1958년 9월 9일 ~ 1960년 5월 1일     | 충북 청원                  | 서울대                                                                            | 제2·3·4대 국회의원&대한민국헌정회장&대성공업 회장                                                                  |
| 제 1 공화국 | 9대            | 오정수(吳禎洙)                      | 1960년 5월 2일 ~ 1960년 6월 1일     | 평남 강서                  | 미국 매사추세츠공과대                                                             | 상공부 장관 |
| 제 1 공화국 | 10대           | 최용덕(崔用德)                      | 1960년 6월 2일 ~ 1960년 8월 22일    | 한성 (현 서울)             | 육사                                                                              | 공군참모총장&국방부 차관                                                                                           |
| 제 2 공화국 | 11대           | 이상철(李相喆)                      | 1960년 8월 23일 ~ 1960년 9월 11일   | 충남 청양                  | 일본 메이지대                                                                     | 내무부 장관&제2·5·6대 국회의원&민주당 지도위원&신민당 고문&국회 운영위원회 위원장&국회부의장                       |
| 제 2 공화국 | 12대           | 조한백(趙漢栢)                      | 1960년 9월 14일 ~ 1961년 1월 29일   | 전북 김제                  | 전주교대                                                                          | 제헌·4·5대 국회의원 국회의원                                                                                       |
| 제 2 공화국 | 13대           | 한통숙(韓通淑)                      | 1961년 1월 30일 ~ 1961년 5월 19일   | 함남 신흥                  | 경북대                                                                            | 상공부 차관&제5·6·7대 국회의원                                                                                     |
| 제 2 공화국 | 14대           | 배덕진(裵德鎭)                      | 1961년 5월 20일 ~ 1963년 1월 1일    |                            |                                                                                   | |
| 제 2 공화국 | 15대           | 김장훈(金長勳)                      | 1963년 2월 1일 ~ 1963년 12월 15일   | 함북 명천                  |                                                                                   | 해사 교장 |
| 제 3 공화국 | 16대           | 홍헌표(洪憲杓)                      | 1963년 12월 17일 ~ 1964년 7월 20일  | 한성 (현 서울)             | 서울대                                                                            | 내무부 차관 |
| 제 3 공화국 | 17대           | 김홍식(金弘植)                      | 1964년 7월 22일 ~ 1965년 5월 15일   | 충남 아산                  | 서울대                                                                            | 충청남도지사&법제처 차장&무임소 장관&서울신문 이사                                                                 |
| 제 3 공화국 | 18대           | 김병삼(金炳三)                      | 1965년 5월 16일 ~ 1966년 12월 26일  | 전남 진도                  | 동국대                                                                            | 내각사무처장&원호처장                                                                                              |
| 제 3 공화국 | 19대           | 박경원(朴璟遠)                      | 1966년 12월 28일 ~ 1967년 10월 2일  | 전남 영광                  | 육사&단국대                                                                       | 내무부 장관&교통부 장관&제10대 국회의원&대한석탄공사 총재                                                          |
| 제 3 공화국 | 20대           | 황종률(黃鍾律)                      | 1967년 10월 3일 ~ 1968년 5월 20일   | 한성 (현 서울)             | 일본 규슈대                                                                       | 연세대 교수&충청북도지사&외자관리청장&재무부 장관&무임소 장관&경제과학심의회의 상임위원&제8대 국회의원             |
| 제 3 공화국 | 21대           | 김태동(金泰東)                      | 1968년 5월 21일 ~ 1969년 10월 20일  | 충북 괴산                  | 일본 메이지대                                                                     | 교통부 차관&경제기획원 차관&보건사회부 장관&전국경제인연합회 이사&코리아헤럴드 사장                                |
| 제 3 공화국 | 22대           | 김보현(金甫炫)                      | 1969년 10월 21일 ~ 1970년 12월 20일 | 전남 광양                  | 서울대                                                                            | 전라남도지사&농림부 장관                                                                                           |
| 제 3 공화국 | 23대           | 신상철(申尙澈)                      | 1970년 12월 21일 ~ 1973년 12월 2일  | 충남 공주                  | 서울대&일본 육사                                                                  | 공사 교장&제10대 국회의원&주 월남 대사&주 스페인 대사                                                              |
| 제 4 공화국 | 23대           | 신상철(申尙澈)                      | 1970년 12월 21일 ~ 1973년 12월 2일  | 충남 공주                  | 서울대&일본 육사                                                                  | 공사 교장&제10대 국회의원&주 월남 대사&주 스페인 대사                                                              |
| 24대        | 문형태(文亨泰) | 1973년 12월 3일 ~ 1974년 9월 17일   | 전남 화순                           | 육사                       | 육군참모차장&합동참모의장&제8·9·10대 국회의원&국회 국방위원회 위원장              | |
| 25대        | 장승태(張承台) | 1974년 9월 18일 ~ 1975년 12월 18일  | 강원 영월                           | 국민대                     | 제7·8·9·10대 국회의원&국회 재무위원회 위원장                                      | |
| 26대        | 박원근(朴元根) | 1975년 12월 19일 ~ 1978년 12월 21일 | 경기 인천 (현 경기와 분리)          | 육사                       | 제2군사령관&대통령비서실 안보담당특별보좌관                                       | |
| 27대        | 이재설(李在卨) | 1978년 12월 22일 ~ 1979년 12월 13일 | 경기 경성 (현 서울)                 | 서울대                     | 경제기획원 차관&건설부 차관&농수산부 장관                                         | |
| 28대        | 배상욱(裵相稶) | 1979년 12월 14일 ~ 1980년 5월 21일  | 경북 칠곡                           | 대구대                     | 대통령비서실 교통·체신비서관&특허청장&상공부 차관                                 | |
| 29대        | 윤흥정(尹興禎) | 1980년 5월 22일 ~ 1980년 9월 1일    | 평북 초산                           | 육사                       | 구미수출산업공단 이사장                                                           | |
| 30대        | 김기철(金基喆) | 1980년 9월 2일 ~ 1981년 3월 8일     | 충북 음성                           | 일본 간사이대              | 농림부 정무차관&제헌·3·5·11대 국회의원                                            | |
| 제 5 공화국 | 31대           | 최광수(崔侊洙)                      | 1981년 3월 10일 ~ 1982년 5월 20일   | 경기 경성 (현 서울)        | 서울대                                                                            | 대통령비서실장&국방부 차관&무임소 장관&외무부 장관&주 사우디아라비아 대사&주 UN 대사                               |
| 제 5 공화국 | 32대           | 최순달(崔順達)                      | 1982년 5월 21일 ~ 1983년 10월 14일  | 경북 대구 (현 경북과 분리) | 서울대                                                                            | 한국과학기술대학 학장&전기통신연구소장&인공위성연구센터 소장&한국과학재단 이사장&통신위성우주산업연구회장          |
| 제 5 공화국 | 33대           | 김성진(金聖鎭)                      | 1983년 10월 15일 ~ 1985년 2월 18일  | 경기 인천 (현 경기와 분리) | 육사                                                                              | 과학기술처 장관&한국전산원장                                                                                       |
| 제 5 공화국 | 34대           | 이자헌(李慈憲)                      | 1985년 2월 19일 ~ 1986년 8월 26일   | 경기                       | 서울대                                                                            | 제10·11·12·13·14대 국회의원                                                                                        |
| 제 5 공화국 | 35대           | 이대순(李大淳)                      | 1986년 8월 27일 ~ 1987년 7월 13일   | 전남 고흥                  | 서울대                                                                            | 제11·12대 국회의원&국회 운영위원회 위원장&KT 이사장&한국대학총장협회장&아시아태권도연맹 회장&태권도진흥재단 이사장 |
| 제 5 공화국 | 36대           | 오명(吳明)                          | 1987년 7월 14일 ~ 1988년 12월 4일   | 경기 경성 (현 서울)        | 육사&서울대                                                                       | 건국대 총장&체신부 차관&건설교통부 장관&과기부총리&동아일보 사장&한국정보보호진흥원 이사장                         |
| 제 6 공화국 | 36대           | 오명(吳明)                          | 1987년 7월 14일 ~ 1988년 12월 4일   | 경기 경성 (현 서울)        | 육사&서울대                                                                       | 건국대 총장&체신부 차관&건설교통부 장관&과기부총리&동아일보 사장&한국정보보호진흥원 이사장                         |
| 37대        | 최영철(崔永喆) | 1988년 12월 5일 ~ 1989년 7월 8일    | 전남 목포                           | 서울대                     | 노동부 장관&통일부총리&제9·10·11대 국회의원&국회 보건사회위원회 위원장&국회부의장 | |
| 38대        | 이우재(李祐在) | 1989년 7월 19일 ~ 1990년 12월 26일  | 경기 경성 (현 서울)                 | 육사                       | 제11대 국회의원&한국전기통신공사 사장&대한사격연맹 회장                           | |
| 39대        | 송언종(宋彦鍾) | 1990년 12월 27일 ~ 1993년 2월 25일  | 전남 고흥                           | 서울대                     | 전라남도지사&광주직할시장&내무부 차관                                             | |
| 문민 정부   | 40대           | 윤동윤(尹東潤)                      | 1993년 2월 26일 ~ 1994년 12월 23일  | 경남 부산 (현 경남와 분리) | 서울대                                                                            | 체신부 통신정책국장·우정국장·기회관리실장&체신부 차관&한국복지정보통신협의회 이사장                                |

### 체신부 차관
| 정부        | 대수           | 이름                                | 임기                               | 출신지                     | 출신학교                                                                                   | 비고                                           |
| ----------- | -------------- | ----------------------------------- | ---------------------------------- | -------------------------- | ------------------------------------------------------------------------------------------ | ---------------------------------------------- |
| 제 1 공화국 | 초대           | 백홍균(白泓均)                      | 1948년 8월 10일 ~ 1948년 10월 31일 | 한성 (현 서울)             | 서울대                                                                                     |                                                |
| 제 1 공화국 | 2대            | 박용하(朴容夏)                      | 1948년 11월 1일 ~ 1949년 7월 28일  | 한성 (현 서울)             | 고려대                                                                                     |                                                |
| 제 1 공화국 | 3대            | 강직순(姜直淳)                      | 1949년 7월 29일 ~ 1952년 7월 4일   | 경남 진주                  |                                                                                            | 부산지방체신국장                               |
| 제 1 공화국 | 4대            | 김의창(金義昌)                      | 1952년 7월 5일 ~ 1955년 8월 19일   | 충남 부여                  | 서울대                                                                                     | 체신부 보험국장                                |
| 제 1 공화국 | 5대            | 최재호(崔在鎬)                      | 1955년 10월 5일 ~ 1957년 3월 29일  | 경북 대구 (현 경북과 분리) | 서울대                                                                                     | 체신부 우정국장                                |
| 제 1 공화국 | 6대            | 조응천(曺應天)                      | 1957년 3월 30일 ~ 1960년 5월 5일   | 평남 강서                  | 미국 트로이대                                                                              |                                                |
| 제 1 공화국 | 7대            | 나익진(羅翼鎭)                      | 1960년 5월 6일 ~ 1960년 6월 2일    | 전북 김제                  | 연세대                                                                                     | 상공부 차관&한국산업은행 총재                  |
| 제 1 공화국 | 8대            | 현근(玄槿)                          | 1960년 6월 3일 ~ 1960년 8월 18일   | 함남                       | 미국브라하대                                                                               | 외자구매처장&임시외자관리청장                  |
| 제 2 공화국 | 9대            | 김학준(金學俊)                      | 1960년 8월 26일 ~ 1961년 5월 19일  | 충남 공주                  | 서울대                                                                                     | 제4·5대 국회의원                               |
| 제 2 공화국 | 9대            | 정완영(鄭梡永)                      | 1960년 9월 19일 ~ 1961년 6월 12일  | 함남 영흥                  | 일본 와세다대                                                                              |                                                |
| 제 2 공화국 | 10대           | 최재호(崔在鎬)                      | 1961년 7월 11일 ~ 1964년 2월 11일  | 경북 대구 (현 경북과 분리) | 서울대                                                                                     | 체신부 우정국장                                |
| 제 3 공화국 | 10대           | 최재호(崔在鎬)                      | 1961년 7월 11일 ~ 1964년 2월 11일  | 경북 대구 (현 경북과 분리) | 서울대                                                                                     | 체신부 우정국장                                |
| 11대        | 이진복(李晋馥) | 1964년 2월 17일 ~ 1966년 12월 28일  | 경기 시흥                          | 일본 와세다대              |                                                                                            |                                                |
| 12대        | 임남수(林南秀) | 1966년 12월 29일 ~ 1969년 4월 28일  | 전북 전주                          | 일본 주오대                | 서울지방체신청장&체신부 국제전신전화국장·경리국장·기획관리실장                             |                                                |
| 13대        | 김형수(金炯洙) | 1969년 4월 29일 ~ 1971년 6월 11일   | 전북 전주                          | 서울대                     |                                                                                            |                                                |
| 14대        | 노원식(盧元植) | 1971년 6월 12일 ~ 1972년 10월 5일   | 경남 창녕                          | 일본 센슈대                | 서울지방체신청장&체신부 보험관리국장·경리국장·기획관리실장                                 |                                                |
| 제 4 공화국 | 15대           | 최병권(崔秉權)                      | 1972년 10월 6일 ~ 1976년 4월 1일   | 평남 대동                  | 국민대                                                                                     | 부산·서울지방체신청장&체신부 우정국장·전무국장 |
| 제 4 공화국 | 16대           | 이경식(李經植)                      | 1976년 4월 2일 ~ 1979년 12월 19일  | 경북 의성                  | 고려대                                                                                     | 경제부총리&한국은행 총재                       |
| 제 4 공화국 | 17대           | 정규석(鄭圭石)                      | 1979년 12월 20일 ~ 1981년 5월 27일 | 경남 거창                  | 육사                                                                                       | 서울지방체신청장&체신부 계획국장·기획관리실장  |
| 제 5 공화국 | 17대           | 정규석(鄭圭石)                      | 1979년 12월 20일 ~ 1981년 5월 27일 | 경남 거창                  | 육사                                                                                       | 서울지방체신청장&체신부 계획국장·기획관리실장  |
| 18대        | 오명(吳明)     | 1981년 5월 28일 ~ 1987년 7월 13일   | 경기 경성 (현 서울)                | 육사&서울대                | 건국대 총장&체신부 장관&건설교통부 장관&과기부총리&동아일보 사장&한국정보보호진흥원 이사장 |                                                |
| 19대        | 이해욱(李海旭) | 1987년 7월 18일 ~ 1988년 12월 12일  | 경기 경성 (현 서울)                | 서울대                     | 체신부 우정국장·통신정책국장&KT 사장                                                       |                                                |
| 19대        | 이해욱(李海旭) | 1987년 7월 18일 ~ 1988년 12월 12일  | 경기 경성 (현 서울)                | 서울대                     | 체신부 우정국장·통신정책국장&KT 사장                                                       | 제 6 공화국                                    |
| 20대        | 신윤식(申允植) | 1988년 12월 13일 ~ 1990년 12월 27일 | 전남 고흥                          | 서울대                     | 전남지방체신청장&체신부 경리국장·우정국장&우정연구소장                                     |                                                |
| 21대        | 윤동윤(尹東潤) | 1990년 12월 28일 ~ 1993년 2월 25일  | 경남 부산 (현 경남과 분리)         | 서울대                     | 체신부 통신정책국장·우정국장·기회관리실장&체신부 장관&한국복지정보통신협의회 이사장        |                                                |
| 문민 정부   | 22대           | 경상현(景商鉉)                      | 1993년 3월 4일 ~ 1994년 12월 23일  | 한성 (현 서울)             | 서울대                                                                                     | 정보통신부 장관&전자통신연구소장&한국전산원장  |